# Шамтуч
Шамтуч — горное село в сельской общине Шамтучи (джамоат Шамтучи), Айнинский район, Согдийская область, Республика Таджикистан. Расположено на юго-востоке района, в 8 км от центра джамоата и в 54 км от административного центра района — посёлка Айнӣ.

## Название
Топоним «Шамтуч» или «Шамтич» происходит из согдийского языка и означает «Место, изобилующее родниками». Эти места изобилуют родниками: их здесь более 100.

## География
Село находится на склонах Зеравшанского хребта, в гористой местности с умеренно прохладным климатом, чистым воздухом и многочисленными родниками. Окрестности Шамтуча известны живописными природными и культурными локациями: Каргтуда, Дашти боло, Устонак, Вебкак, Дуоба, Бедак, Дариосиё, Чандакозот, Чешил, Сарой хавз, Шахи Наврӯзгоҳ, Шахи Дукуша.

## Население
По данным на 2017 год, в селе проживает 1543 человека. Основное население — таджики. Язык общения — таджикский.

## Экономика
Жители села занимаются земледелием, садоводством и животноводством. Особое значение имеет выращивание абрикосов — особенно сортов Кандак, Майзак и Мирсанчали, из которых изготавливается традиционный сушёный урюк (аштак). Также выращиваются яблоки, груши, айва, персики и другие фрукты.

## История и культура
Шамтуч является одним из древнейших населённых пунктов Зеравшанской долины. В окрестных горах сохранились каменные надписи и эпитафии на таджикском, персидском и арабском языках, датируемые XIV—XVIII веками. Эти надписи являются важными источниками по истории, духовной культуре и социальной жизни региона.

Одна из наиболее известных надписей принадлежит Захириддину Мухаммаду Бабуру — основателю династии Бабуридов. В 907 году хиджры (1501—1502) он собственноручно выгравировал на камне в шамтучском кладбище следующие строки:
«Кофаро мардумшикоро як замон охистатар,

К-охуи бечораро бар тири пайкон тоб нест.»
(перевод:
«Замедли, охотник на людей, хотя бы на миг,
Бедный олень не выносит стрелы с острым наконечником.»)
Эта надпись трактуется как призыв к милосердию и гуманизму.
Каменные надписи также связаны с именами таких духовных личностей, как Мир Шайхи Шамтучи и Косими Шамтучи.

### Хавлии накшин

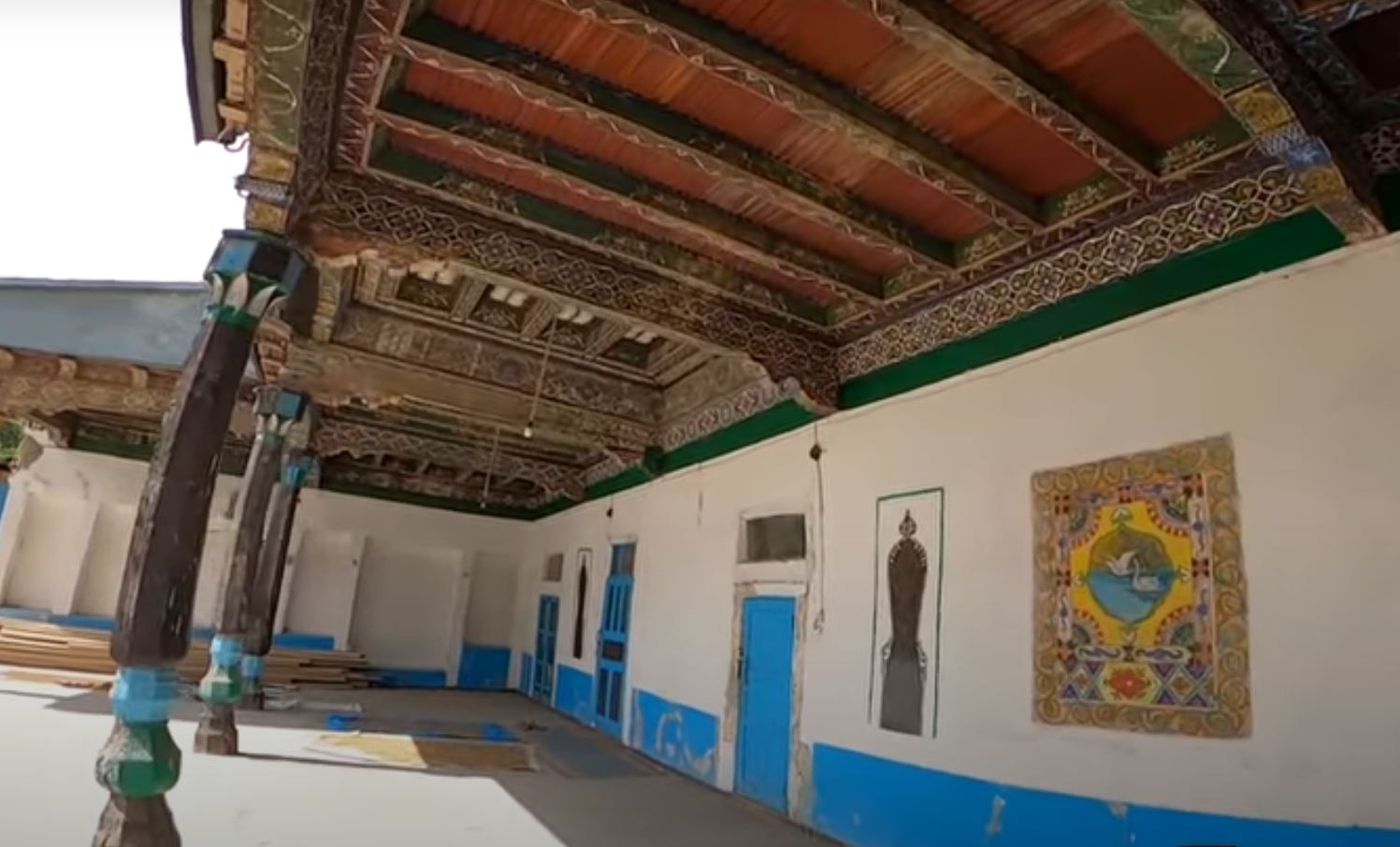
Хавлии накшин

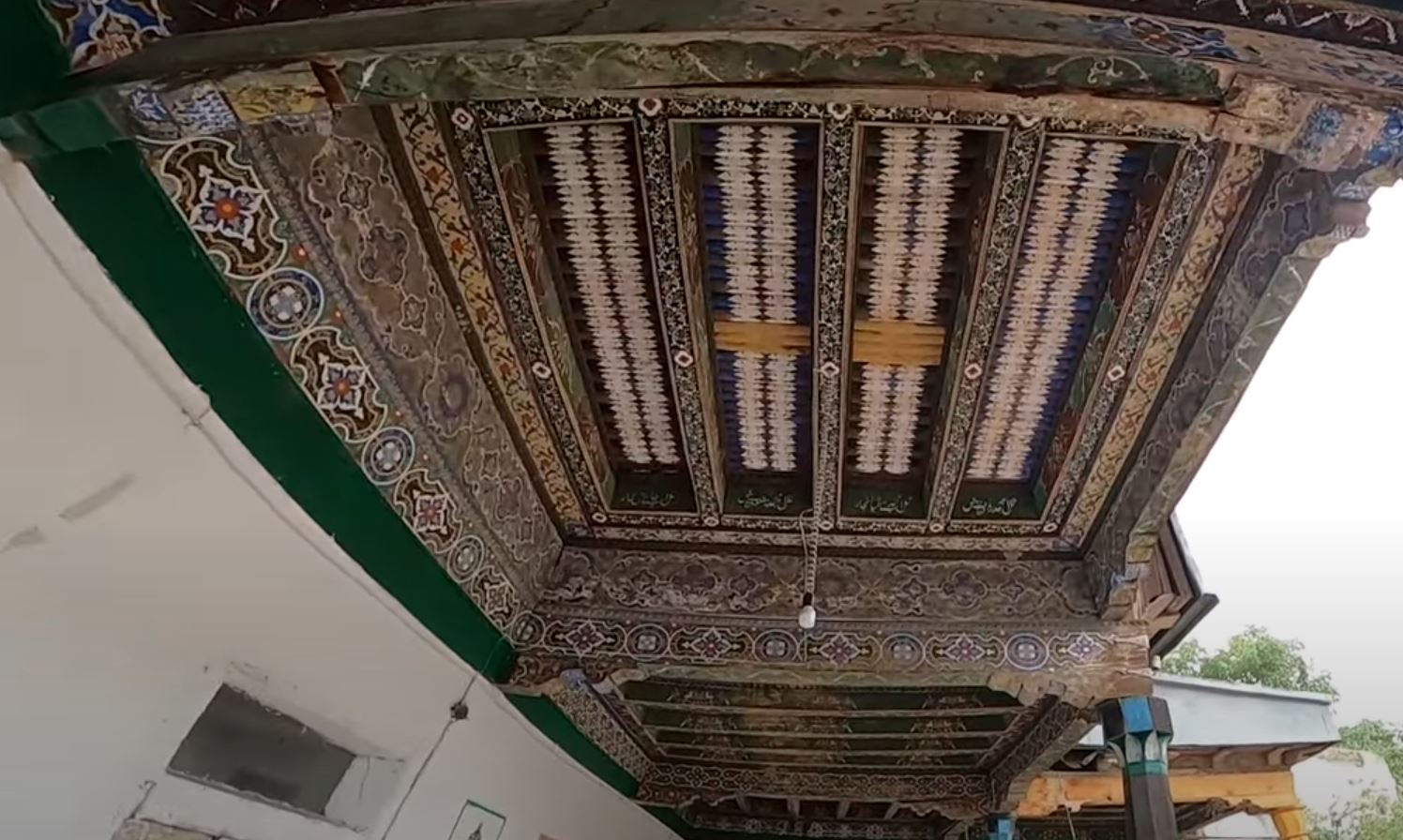
Хавлии накшин

Хавлии накшин — традиционный жилой двор в селе Шамтуч, построенный более 140 лет назад. Он известен своими резными деревянными украшениями и настенными росписями, выполненными натуральными красками из местных растений. Хавлии Накшин считается редким образцом народной архитектуры Зарафшанской долины и отражает эстетические и духовные традиции региона конца XIX века.

## Архитектурные памятники
В селе находятся два почитаемых мавзолея:
- Мавзолей Ходжи Шайха Деҳкона Шамтучи — уважаемый суфий, связанный с цепью духовных наставников Зеравшанской долины. Потолок мавзолея украшен резьбой по дереву с растительными и сакральными узорами.[2]
- Мавзолей Ходжи Сайфиддина — святой, известный своей аскезой и духовным прозрением. Мавзолей оформлен гипсовыми орнаментами и резьбой по дереву в традиционном стиле.[2]

## Традиции
Село сохраняет богатые культурные традиции. Навруз, Курбан и Рамазан отмечаются с почётом и участием всей общины. С заходом солнца за горой Шахи Наврӯзгоҳ начинается подготовка к весенним праздникам.